# Cloque (pathologie végétale)
Pour l’article homonyme, voir cloque.

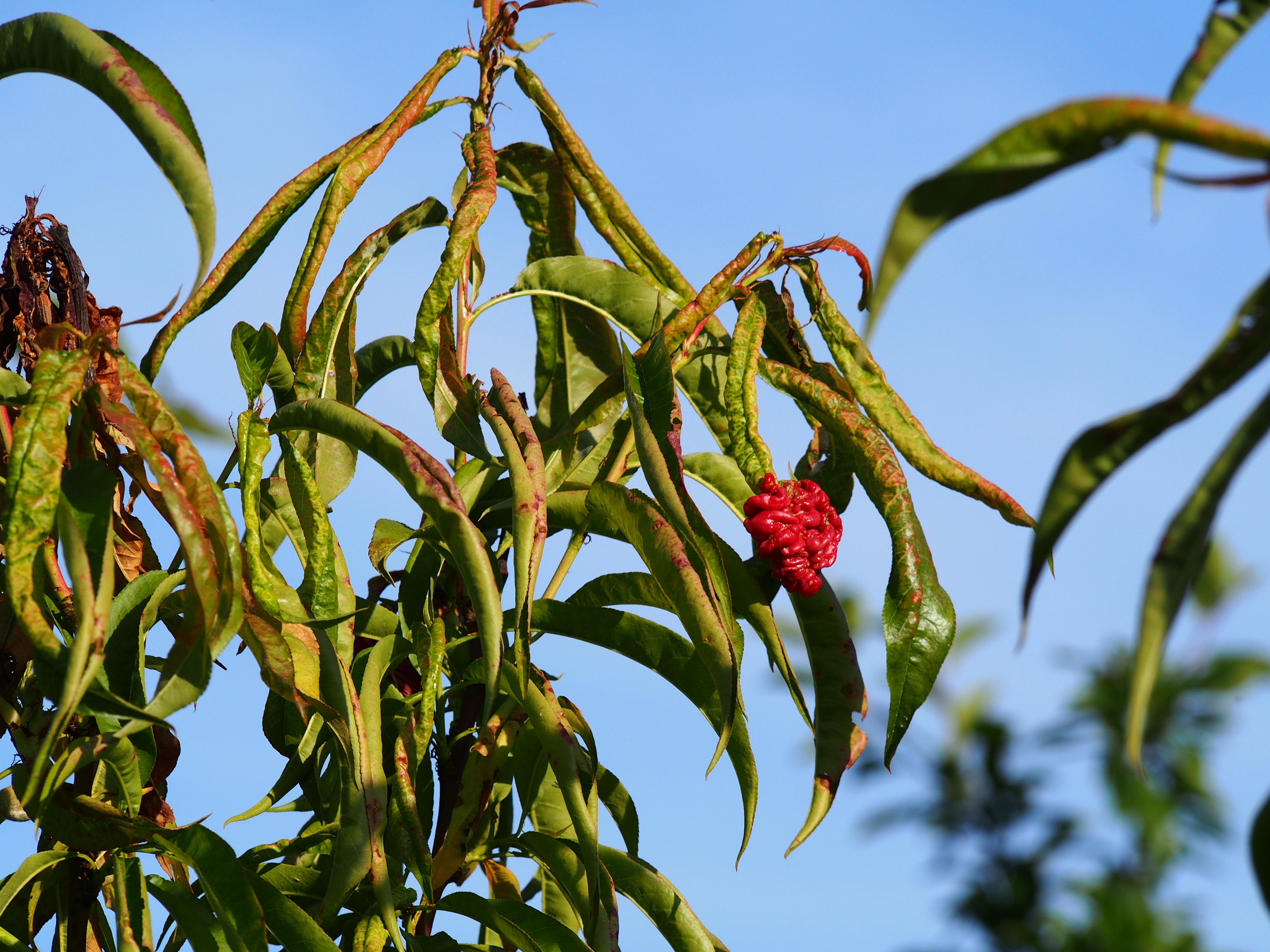
Taphrina deformans formant une cloque sur une feuille d'arbre fruitier.

Une cloque est, en pathologie végétale, une boursouflure du limbe de la face supérieure de feuilles, à la coloration souvent vive, ou de la surface de certains fruits. 
Ce symptôme est causé par plusieurs virus à mosaïques comme le virus de la mosaïque jaune de la courgette, par des champignons ascomycètes comme Taphrina deformans, agent de la cloque du pêcher, par des pseudochampignons comme Albugo candida, agent de la rouille blanche des crucifères, mais aussi par des stress abiotiques comme le froid.
Son impact parasitaire est souvent lié à une réduction de la photosynthèse.